# AIDAcara
Die AIDAcara ist ein ehemals von der Carnival Corporation & plc betriebenes Kreuzfahrtschiff. Sie wurde bis 2021 für Fahrten unter der speziell auf den deutschen Markt ausgerichteten Konzernmarke AIDA Cruises eingesetzt. Betrieben wurde sie unter italienischer Flagge durch Costa Crociere in Genua.
Bis zu ihrer Umbenennung in AIDAcara im Dezember 2001 war sie vor allem über ihren Marketing-Beinamen als „AIDA – Das Clubschiff“ bekannt. Sie ist das erste Kreuzfahrtschiff, das für die Marke AIDA gebaut und in Dienst gestellt wurde. Die 1996 in Dienst gestellte und mit 38.557 BRZ vermessene AIDAcara war sowohl das älteste als auch das kleinste der AIDA-Schiffe.
Ende Juni 2021 gab AIDA Cruises den Verkauf der AIDAcara bekannt. Seit September desselben Jahres ist das Schiff offiziell für die russische Reederei Aquilon Shipping in Panama registriert und wurde in Astoria Grande umbenannt.

## Geschichte

### Bau und Indienststellung
Nachdem die Hamburger Kaufleute Nikolaus W. Schües und Horst Rahe die gerade privatisierte Deutsche Seereederei übernommen und für den deutschen Markt ein Konzept für Kreuzfahrten in ungezwungener Atmosphäre nach amerikanischem Vorbild entwickelt hatten, beauftragten sie am 26. August 1994 den Bau eines „Clubschiffes“ bei der finnischen Werft Kværner Masa Yards AB. Dieses wurde am 11. September 1995 unter der Baunummer 1337 in Turku auf Kiel gelegt. Der Stapellauf folgte am 16. Februar 1996. Am 7. Juni 1996 wurde das Schiff im Ostseebad Warnemünde durch Christiane Herzog, der Ehefrau des damaligen Bundespräsidenten Roman Herzog, auf den Namen AIDA getauft. Der Name wurde gewählt, um wie die übrigen Passagierschiffe der Deutschen Seereederei einen Namen mit dem Buchstaben „A“ am Anfang und Ende zu haben, aber auch im Hinblick auf die gleichnamige Oper von Giuseppe Verdi, der fälschlich nachgesagt wird, sie sei für die Eröffnung des Suezkanals in Auftrag gegeben worden.
Die heute für eine ganze Flotte charakteristische Lackierung mit „Kussmund“, Augen und Lidschatten wurde durch den Grafiker Feliks Büttner entworfen und an diesem Schiff zum ersten Mal umgesetzt.

### Einsatz

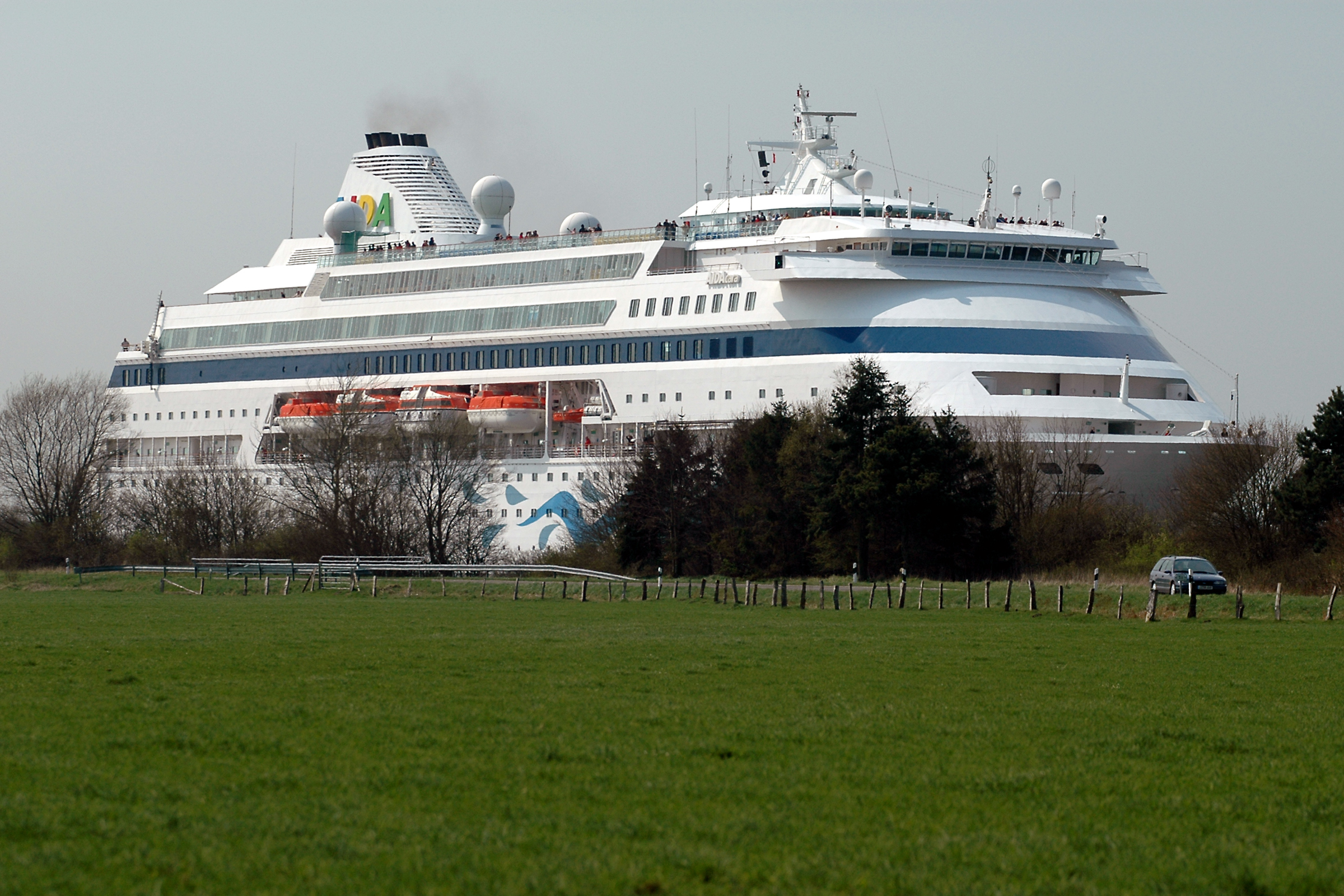
Im Nord-Ostsee-Kanal

Am 11. Juni 1996 lief die AIDA zu ihrer ersten Kreuzfahrt nach Palma de Mallorca aus, wo sie zunächst stationiert wurde, um während der Sommermonate Ziele in der Mittelmeerregion anzulaufen. Im Winter wurde das Schiff in der Karibik eingesetzt.
Im August 1997 ging die AIDA an die NCL Corporation Ltd. und wurde dort auf Liberia umgeflaggt, jedoch ansonsten wie bisher weiter betrieben. 1999, nur zwei Jahre später, nahm die Deutsche Seereederei das Schiff zurück, um es in ihr gerade mit der britischen Peninsular and Oriental Steam Navigation Company (P&O) gegründetes Joint Venture AIDA Cruises Ltd. einzubringen. P&O hielt daran die Mehrheit und sollte die AIDA-Marke und das Schiff nur ein Jahr später vollständig übernehmen. Neuer Eigentümer wurde dann jedoch P&O Princess Cruises, in welche P&O zeitgleich zur Übernahme sein gesamtes Kreuzfahrtgeschäft als eigenständiges Unternehmen ausgegründet hatte. Im Dezember 2001 erhielt das Schiff den Namen AIDAcara.
Im Jahr 2003 entschied P&O Princess Cruises, sich mit der amerikanischen Carnival Corporation zur Carnival Corporation & plc zu verbinden, in deren Eigentum das Schiff und die Marke AIDA Cruises seither stehen. Als neuer Eigner wurde zunächst deren europäische Tochter Societa di Crociere Mercurio S.r.l. bestimmt. Seit 2010 ist das Schiff jedoch auf Costa Crociere in Genua eingetragen, die als operativer Arm der Carnival-Gruppe schon seit 2004 die AIDAcara und auch die übrige inzwischen stark angewachsene AIDA-Flotte unter italienischer Flagge betreibt.
Die AIDAcara wird während des gesamten Jahres vorwiegend in europäischen Kreuzfahrtregionen wie Ostsee, Mittelmeer, den Kanarischen Inseln und in nordeuropäischen Gewässern eingesetzt. Das Schiff ist in der Lage, auch Regionen wie das Amazonasgebiet anzusteuern, die größeren Kreuzfahrtschiffen nicht zugänglich sind. Darüber hinaus werden auch Atlantiküberquerungen und Fahrten in der Karibik sowie im südamerikanischen Raum angeboten. Ende 2006 war die AIDAcara als erstes Schiff der Reederei in den Gewässern um die arabische Halbinsel im Einsatz.

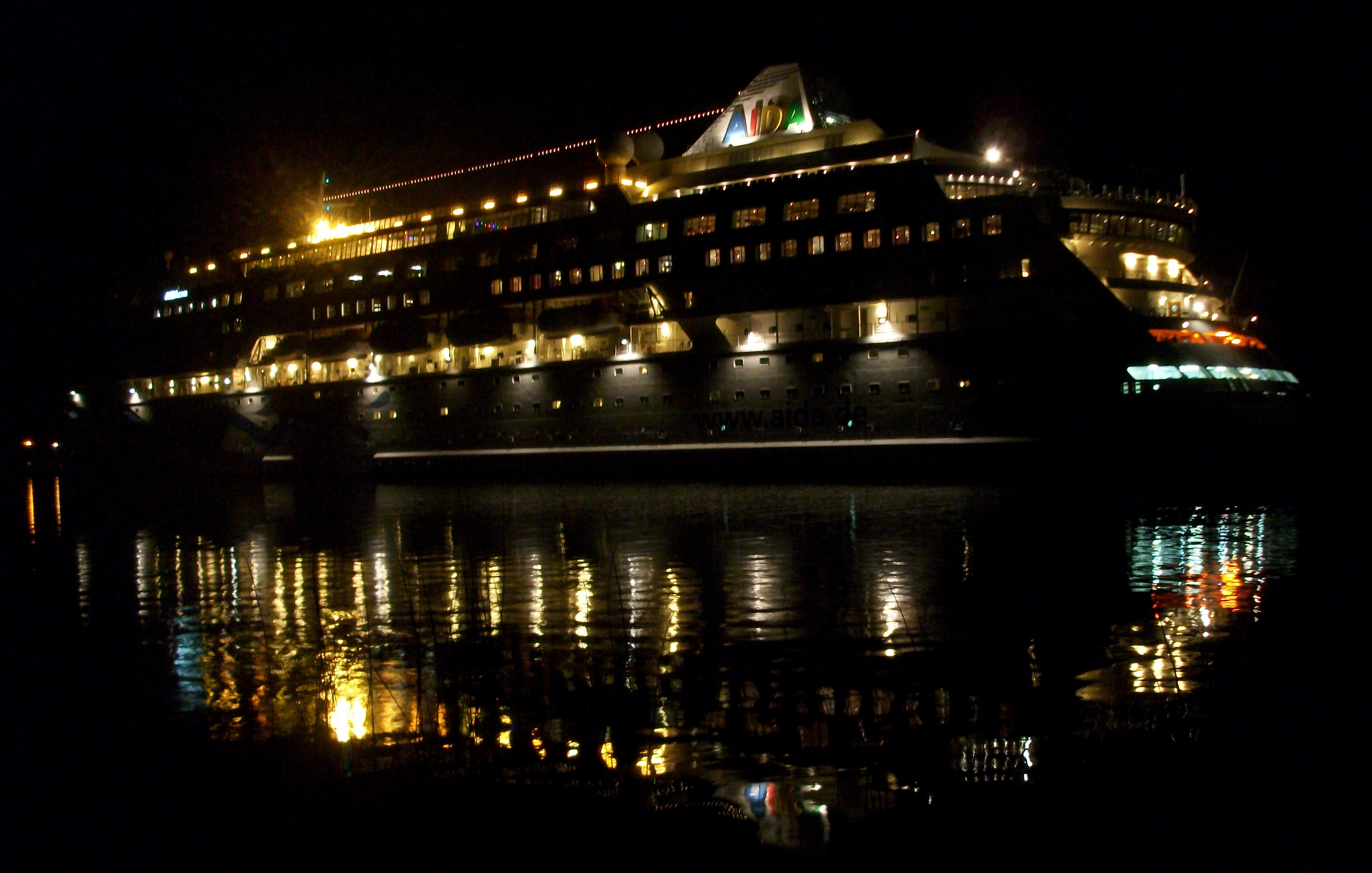
Bei Nacht

Seit 2009 passiert die AIDAcara auch regelmäßig den Nord-Ostsee-Kanal; sie ist das einzige Kreuzfahrtschiff der Reederei, das dem Höhenlimit von 40 Metern für die zehn Kanalbrücken entspricht. Im Frühling 2010 brach die AIDAcara zum ersten Mal zu einer Weltreise auf, die in 55 Tagen von Bangkok (Thailand) nach Hamburg führte. Den Winter verbringt sie zurzeit meist im Südatlantik, in der Karibik und rund um die Kanarischen Inseln; im Sommer ist sie im Ostseeraum sowie im Nordatlantik unterwegs und legt regelmäßig in Kiel am Ostseekai an.
Im Jahr 2013 befuhr die AIDAcara, wie im Vorjahr, die Meere in Nordeuropa und Südamerika und zum Jahreswechsel die Gewässer rund um die Kanarischen Inseln. Für den Sommer 2014 war sie für Nordeuropa eingeplant, den folgenden Winter in den Kanaren.
Von Sommer 2015 bis Sommer 2019 war sie in der Nordsee und der Ostsee unterwegs. Ab Sommer 2019 kamen noch Routen im Mittelmeerraum und in Westeuropa dazu. Zum 20. Geburtstag der Marke AIDA im Juni 2016 kündigte AIDA Cruises das „Selection“-Programm, bestehend aus der AIDAcara, der AIDAvita und der AIDAaura, an.
Im Winter 2017/2018 fuhr das Schiff erstmals in der Geschichte der Reederei eine 116-tägige Weltreise. Im Sommer 2018 war die AIDAcara ab Hamburg oder Kiel in Nordeuropa, der Ostsee und Grönland unterwegs. Im Winter 2018/2019 kehrte das Schiff wieder in sein klassisches Winterfahrgebiet der Kanaren, Azoren und Kapverden zurück und fuhr dort 14-tägige Routen.

### Umbaumaßnahmen

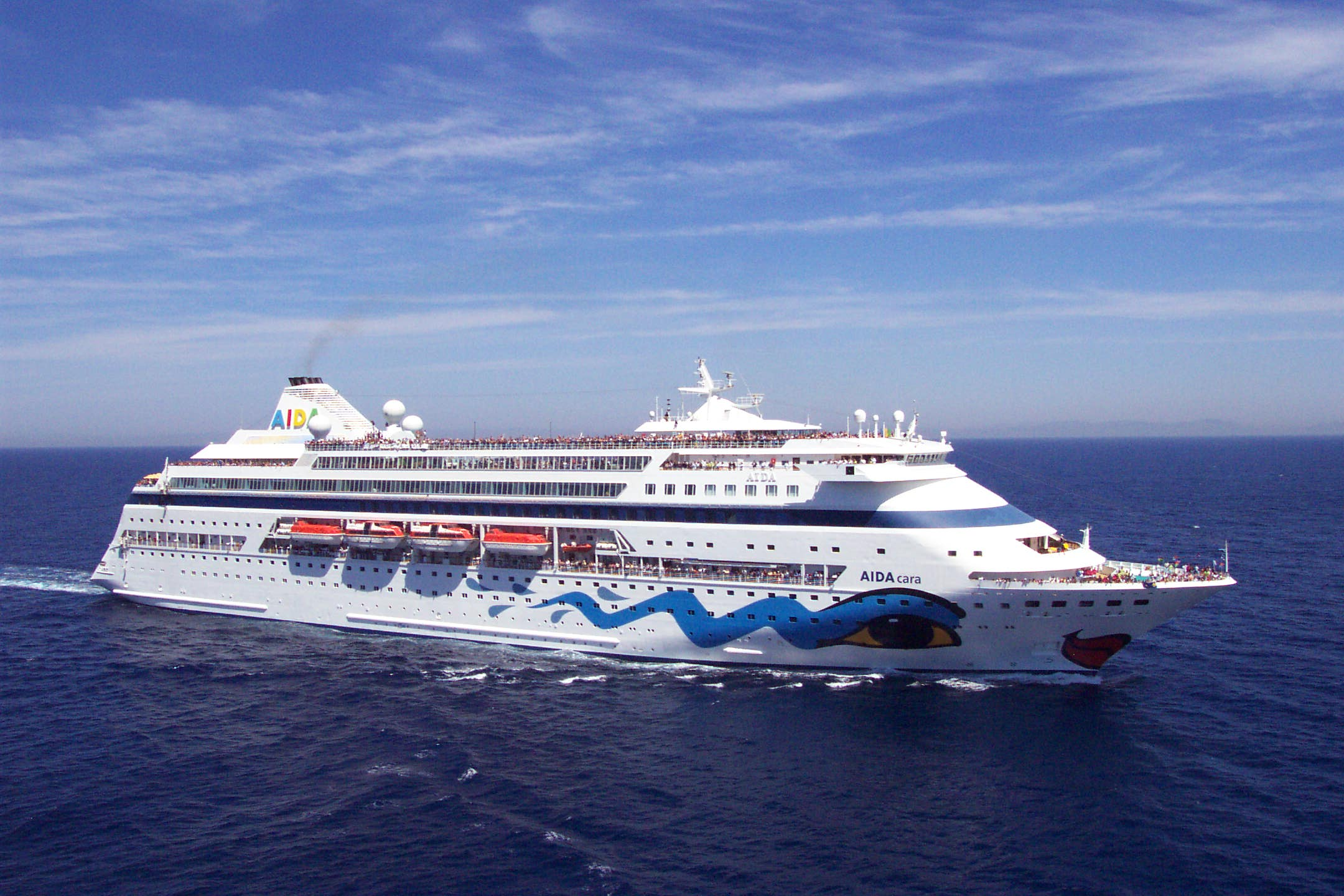
AIDAcara im Jahr 2002 vor dem Umbau

In der zweiten Aprilhälfte 2005 wurde die AIDAcara im Trockendock der Neptun Stahlbau GmbH in Rostock neben Reparaturarbeiten umfangreich renoviert und umgebaut. Dabei wurden 44 Außenkabinen auf Deck 7 mit Balkonen ausgestattet. Wegen der daraus entstandenen Sichteinschränkung erhielten die beiden Brückennocks 1,80 Meter lange ausfahrbare Plattformen, die eine optimale Sicht beim Manövrieren gewährleisten. Im Heckbereich wurde die Fläche des Restaurantaußendecks vergrößert. Die Umbaukosten wurden mit ca. 2,5 Millionen Euro angegeben. Zudem wurde der Anstrich erneuert.
Vom 3. bis zum 14. November 2007 lag das Schiff im Trockendock der Fincantieri-Werft in Palermo. Während dieser Zeit wurde der Gästebereich modernisiert, unter anderem der Eingangsbereich, die Diskothek und Teile des Spa-Bereichs.
Zwischen dem 9. September und dem 21. September 2009 wurde die AIDAcara bei Blohm + Voss in Hamburg erneut überarbeitet. Dabei wurde die komplette Innenausstattung der Kabinen an die Gestaltung der Neubauten der Sphinx-Klasse angepasst, Restaurant- und Servicebereiche wurden erweitert. Darüber hinaus wurden Computersysteme erneuert und eine Lasershow-Anlage wurde installiert.
Vom 13. bis zum 24. März 2011 war die AIDAcara bei Blohm + Voss gedockt. Neben den fälligen Wartungsarbeiten wurden der Anstrich und der Wellness-Bereich erneuert sowie ein Golfsimulator installiert.
Im Oktober 2013 wurde die AIDAcara im Dock der Lloyd Werft in Bremerhaven erneut modernisiert. Das Bordrestaurant Calypso wurde umgestaltet, und das Schiff bekam neben einer Lounge für Jugendliche und einer Bildergalerie auch einen neuen Anstrich. Weiter wurden übliche Wartungsarbeiten durchgeführt. Zudem wurden Vorbereitungsarbeiten für den Einbau eines umfassenden Filtersystems zur Reduzierung der Abgase durchgeführt. Als erstes Schiff der AIDA-Flotte erhielt die AIDAcara einen Katalysator zur Bindung der Stickoxide, sowie Filter, in denen Ruß- und Brennstoffrückstände ausgefällt werden. Die Schwefeloxide werden ohne Zusatz von Chemikalien in einem Wäscher entfernt. Das Filtersystem wurde innerhalb der Carnival-Gruppe entwickelt und reduziert die Emission von Rußpartikeln, Stick- und Schwefeloxiden zwischen 90 und 99 Prozent.

### Verkauf
Ende Juni 2021 gab AIDA Cruises den Verkauf der AIDAcara bekannt. Im August wurde das Schiff in Astoria Grande umbenannt und unter die Flagge Panamas gebracht. In der Folge wurde das Schiff weiterverkauft. Im Sommer 2022 wurde es nach Palau umgeflaggt. Als neue Eigner gelten eine Gruppe von russischen Investoren, die das Schiff über eine Tarnfirma auf den Seychellen erwarben und Schwarzmeer-Kreuzfahrten für den russischen Markt von Sotschi in Richtung Türkei anbieten. Offiziell gehört das Schiff der Reederei Aquilon Shipping und wird unter anderem vom türkischen Reiseunternehmen Miray Cruises vermarktet. Ende Juli 2023 kam es im georgischen Hafen Batumi zu Protesten gegen die Anwesenheit des Schiffes.

## Maschinenanlage und Antrieb

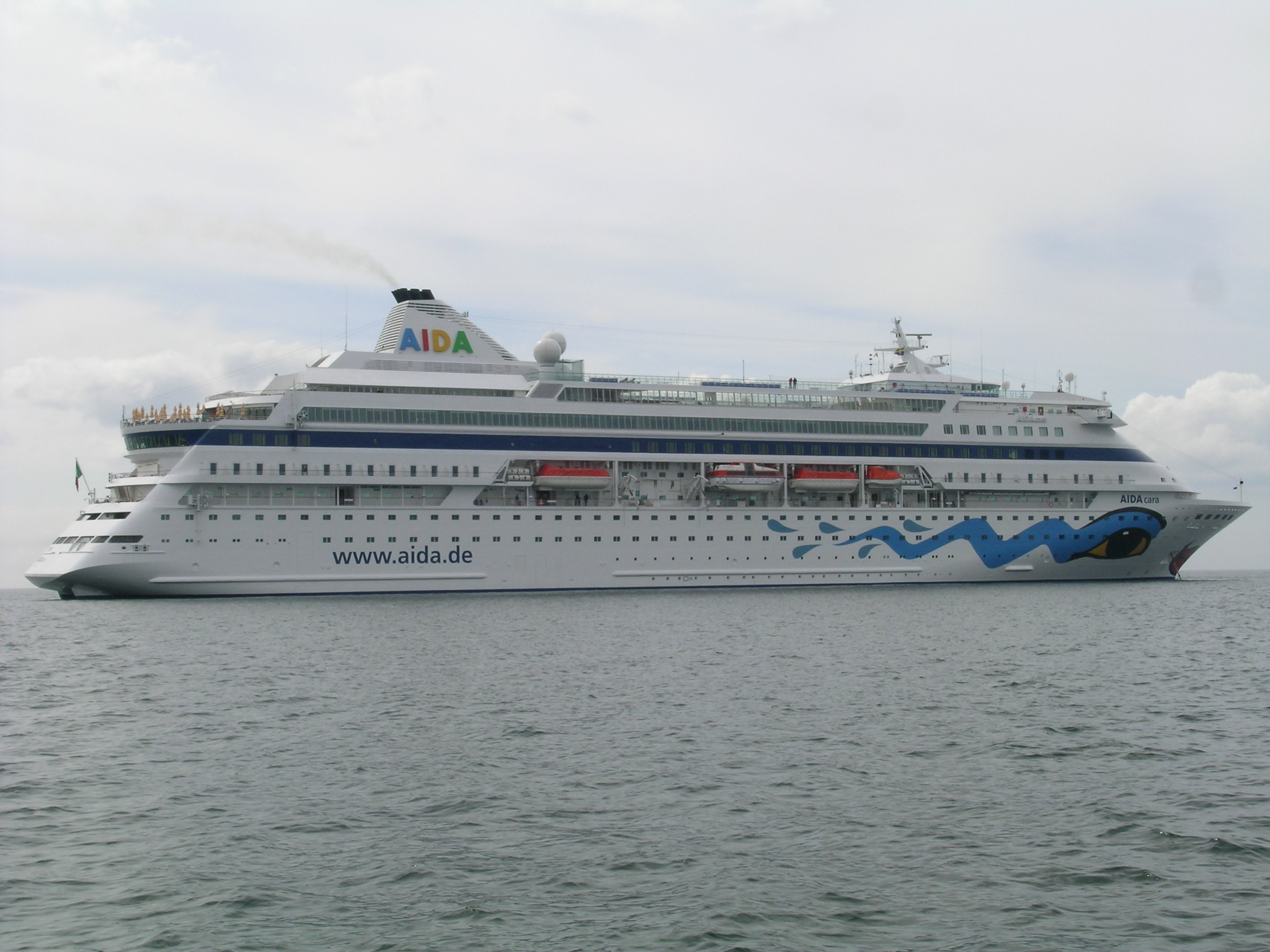
AIDAcara im Juni 2005 auf Reede vor Visby/Gotland (Schweden)

Die AIDAcara ist mit einer konventionellen Maschinen- und Antriebsanlage ausgestattet, bei der vier mittelschnell laufende 4-Takt-Dieselmotoren paarweise über ein Reduktionsgetriebe und Wellenanlage auf die beiden Kamewa-Verstellpropeller wirken. Bei den Motoren des Typs MAN B&W 6L48/60 handelt es sich um 6-Zylinder-Reihenmotoren mit Abgasturbolader. Jeder Motor hat einen Hubraum von ca. 650 Litern. Die beiden Hauptgetriebe reduzieren deren Drehzahl von 450/min auf die geforderte Propellerdrehzahl von 152/min. Da Motoren und Propeller mit weitgehend konstanter Drehzahl laufen, ist der Anstellwinkel der Propellerblätter je nach Fahrsituation variabel.
Die Hauptversorgung mit elektrischer Energie erfolgt über zwei Wellengeneratoren. Sie erzeugen eine elektrische Leistung von je 4.500 kVA. Zusätzlich stehen drei Generatoren mit einer Leistung von je 3.500 kVA zur Verfügung, die von Dieselmotoren des Typs Wärtsilä Vasa 3R32D angetrieben werden.
Die Steuerung des Schiffes erfolgt über zwei Halbbalance-Schweberuder im Heck, die beim Manövrieren von zwei Querstrahlanlagen unterstützt werden. Zur Dämpfung von Rollbewegungen ist die AIDAcara mit zwei Flossenstabilisatoren von Blohm + Voss ausgerüstet.

## Historische Ausstattung des Schiffes unter AIDA Cruises
Die Bordeinrichtung der Astoria Grande hat sich inzwischen verändert, da die aktuelle Reederei seit der Übernahme von AIDA Cruises einige Umbaumaßnahmen durchführte. Im Folgenden wird die ehemalige Bordeinrichtung beschrieben, wie sie war, als das Schiff noch als AIDAcara für AIDA Cruises im Einsatz war.
Die AIDAcara verfügt über insgesamt 590 Passagierkabinen unterschiedlichster Kategorien, die sich auf den unteren Passagierdecks befinden. Nach den Umbaumaßnahmen von 2005 stehen auch 44 Balkonkabinen zur Verfügung. Je nach Ausstattung können die Kabinen mit bis zu vier Personen belegt werden. Die vier Premium-Suiten und die zwölf Junior-Suiten liegen im vorderen Bereich von Deck 7 und bieten eine Fläche von je 35 bzw. 25 Quadratmetern. Die Premium-Suiten verfügen über ein eigenes Sonnendeck mit Blick über den Schiffsbug; die seitlich angeordneten Junior-Suiten sind mit Balkonen ausgestattet.
Die öffentlichen Bereiche des Schiffes befinden sich mit Ausnahme der Rezeption auf den vier oberen Decks. Viele Einrichtungen wie das Markt-Restaurant, die sternförmige AIDA-Bar oder der Einkaufsbereich AIDA Shop wurden auf der AIDAcara erstmals realisiert und aufgrund des Erfolges in teilweise modifizierter Form für alle Clubschiffe der Reederei übernommen. Das Theater im Bug erstreckt sich über zwei Decks und bietet Platz für bis zu 700 Zuschauer. Es ist mit Amphitheater-ähnlichen Sitzbänken anstatt der üblichen Sessel ausgestattet.
Der Wellness-Bereich umfasst eine Fläche von etwa 1.100 Quadratmetern. Dem Clubschiff-Konzept entsprechend, bietet das Schiff umfangreiche Sportmöglichkeiten (z. B. Golfsimulator, Volleyball- und Basketballfeld). Auf dem Sonnendeck ist ein getrennter FKK-Bereich eingerichtet.

## Zwischenfälle
Am 13. Oktober 2012 touchierte die AIDAcara beim Ablegen vom Hamburger Kreuzfahrtterminal in Altona den am Kai befindlichen Fender. Das Schiff wurde dadurch beschädigt und konnte die angefangene Reise erst nach einer Notreparatur im Hamburger Hafen mit neun Stunden Verspätung antreten.
Am 22. April 2013 touchierte die AIDAcara beim Ablegen in Oslo wegen starken Windes den Kai. Eine leichte Beschädigung am Heck wurde festgestellt, woraufhin eine Rückkehr in den Hafen veranlasst wurde. Nach einer mehrstündigen Überprüfung konnte die AIDAcara ihre Reise fortsetzen.
Am 26. November 2018 stürzte laut Medienberichten ein 81-Jähriger Passagier von der AIDAcara ins Wasser. Das Unglück ereignete sich ca. 260 Seemeilen südlich von El Hierro, als sich die AIDAcara auf dem Weg von den Kapverdischen Inseln nach La Palma befand.